# Недім Мамут Мурадович
Мамут Мурадович Недім (крим. Mamut Murad oğlu Nedim, 1893, Карасубазар, Таврійська губернія — 17 квітня 1938, Сімферополь) — радянський кримськотатарський журналіст, партійний і державний діяч. Редактор газети «Янъы Дюнья». Нарком освіти Кримської АРСР (1928—1929). Репресований.

## Життєпис
Народився 1893 року в Карасубазарі. Закінчив школу, коштом благодійного товариства був відправлений до Туреччини для продовження навчання. Закінчив духовну семінарію у Бурсі та Вищу економічну школу у Берліні. Влітку 1920 року разом із Бекіром Чобан-заде через Стамбул повернувся до Криму. У листопаді 1920 року прийнятий до лав ВКП(б). Його було призначено редактором газети «Янъы Дюнья», на цій посаді перебував до лютого 1928 року. Крім того, редагував журнали «Янъы Чолпан» та «Ілери». Виступав як публіцист, на сторінках газети «Янъы Дюнья» під псевдонімом «Керчлі Мебсюсе» вів постійну театральну хроніку.
Під час голоду в Криму 1922 року Асан Айвазов і Мамут Недім були направлені в Анкару для пошуку допомоги. Вони зустрілися з Мустафою Ататюрком. За рішенням турецької влади було створено комітет допомоги голодуючим Криму. Турецькі губернатори організували комітети зі збору пожертвувань на місцях.
Мамут Недім був одним із діячів кримськотатарського культурного будівництва в Криму, послідовно проводив політику коренізації, розвитку освіти і національної мови. Був делегатом Всесоюзного з'їзду.
Нарком освіти Кримської АСРР з березня 1928 року, після усунення і виключення з партії Балича Усеїна Велі. На посаді встиг зробити небагато, оскільки його діяльність припадає на період початку кампанії з виявлення та боротьби проти «чужих елементів» і «ворогів» за соціальним походженням, проведення «твердого більшовицького курсу», рішучої боротьби з чужими «ідеологічними елементами і настроями». У протоколі засідання комісії КримЦВК з перевірки роботи наркомпросу від 17 жовтня 1929 року, за результатами якої його було знято, зазначено: «Нарком з освіти — дуже культурна людина. Увагу свою концентрував головним чином на видавничій лінії, у зв'язку з якою і проводилася національна політика» — заступник наркома Щепотьєв. «Не ставив питань диференціації національної інтелігенції. Ставлення до націоналістичної інтелігенції — заступницьке» — завідувач навчально-методичного центру Овсійчук. «Мамут Недім націоналістів не звільняв, а навпаки — влаштовував Герай-бай, Іпчі та інших» — старший інспектор Карніцова. У протоколі є пояснення М. Недима — «працівники, зокрема й національні, добиралися не мною одним, а апаратом загалом. У. Іпчі вважаю людиною радянськи налаштованою». Мамут Недім зазнавав нападок за «відкритий захист Чобан-заде», його звинувачували в тому, що він не надавав допомоги і контролю Спілці письменників, створеній при журналі «Илери», пропустив у журналі «антирадянщину» в публікації Бекіра Чобан-заде, не зустрів делегацію письменників із Татарстану належно тощо.
Комісія КримЦВК рекомендувала зняти його з посади наркома освіти, винесла сувору догану. Був посланий на низову роботу. З лютого 1930 року М. Недим працював у Москві науковим співробітником НДІ національного будівництва.
26 травня 1937 року був заарештований у Сімферополі за так званою «справою Самедінова», під час якої, внаслідок фабрикації масштабного «національного» політичного процесу 1937—1938 років, було знищено багато представників кримськотатарської інтелігенції. 17 квітня 1938 року був засуджений до розстрілу. 14 червня 1958 року був реабілітований.